# باروتین
باروتین (به بلغاری: Barutin) یک منطقهٔ مسکونی در بلغارستان است که در شهرستان دوسپات واقع شده‌است.
 باروتین ۵۴٫۹۴۶ کیلومتر مربع مساحت و ۱٬۷۷۲ نفر جمعیت دارد و ۱٬۱۸۵ متر بالاتر از سطح دریا واقع شده‌است.